# Классический «Доктор Кто» (19-й сезон)
Премьера девятнадцатого сезона классических серий британского научно-фантастического сериала «Доктор Кто» состоялась 4 января 1982 года, с выходом на экраны первого эпизода серии «Кастровальва». Сезон завершился 30 марта 1982 года показом последнего эпизода серии «Временной полёт».

## Актёрский состав

### Основной
- Питер Дэвисон в роли Пятого Доктора
- Мэтью Уотерхаус в роли Адрика
- Сара Саттон в роли Ниссы
- Джанет Филдинг в роли Тиган Джованки

В сезоне 19 дебютировал Питер Дэвисон, исполнитель роли Пятого Доктора. Адрик (Мэтью Уотерхаус), Нисса (Сара Саттон) и Тиган Джованка (Джанет Филдинг) вновь вернулись в качестве спутников. В серии «Землетрясение» Адрик погибает — это стало одним из тех редких случаев, когда спутник Повелителя времени умирает, а не покидает команду ТАРДИС.

## Повторяющийся
В этом сезоне периодически появляется заклятый враг Доктора, Мастер, в исполнении Энтони Эйнли.

### Приглашённый
В серии «Землетрясение» впервые появляется Кибер-лидер, который возглавляет расу киберлюдей. Его роль в этой и последующих сериях исполнил Дэвид Бэнкс.

## Список серий
В 19 сезоне место редактора «Доктора Кто» занял Энтони Рут, заменив ушедшего после выхода серии «Кастровальва» Кристофера Х. Бидмида. В то же время Рут также покинул этот пост после завершения съёмок последнего эпизода серии «Кара» и его заменил Эрик Савард. Кроме того, если ранее шоу транслировалось еженедельно (в субботу), то начиная с этого сезона «Доктор Кто» транслировался дважды в неделю (в понедельник и вторник).
«Чёрная орхидея» стала первой чисто исторической серией со дня выхода «Горцев» (4 сезон) и первой, которая состояла из двух эпизодов — со дня выхода «Эксперимент сонтаранца» (12 сезон)
| № | #   | Название                                   | Частей (эпизодов) | Режиссёр       | Сценарист           | Зрителей (миллионов) | Индекс оценки | Дата выхода в эфир                                                                  | Код |
| --- | --- | ------------------------------------------ | ----------------- | -------------- | ------------------- | -------------------- | ------------- | ----------------------------------------------------------------------------------- | --- |
| 1 | 116 | «Кастровальва» «Castrovalva»               | 4 эпизода         | Фиона Камминг  | Кристофер Г. Бидмид | 9.1 8.6 10.2 10.4    | –             | 4 января 1982 года 5 января 1982 года 11 января 1982 года 12 января 1982 года       | 5Z  |
| После неудачной регенерации Доктор слишком слаб, чтобы противостоять козням Мастера. Он отправляется на Кастровальву — место, где, как считает Доктор, ему удастся полностью восстановиться. |     |                                            |                   |                |                     |                      |               |                                                                                     |     |
| 2 | 117 | «Четверо в Судный день» «Four to Doomsday» | 4 эпизода         | Джон Блэк      | Теренс Дадли        | 8.4 8.8 8.9 9.4      | –             | 18 января 1982 года 19 января 1982 года 25 января 1982 года 26 января 1982 года     | 5W  |
| Доктор собирается отвезти Тиган обратно в аэропорт, однако вместо Хитроу ТАРДИС материализуется на борту космического корабля, направляющегося к Земле. На борту, помимо трёх инопланетян, присутствуют люди из разных исторических эпох, однако никто из них не может сказать о целях, преследуемых владельцами судна. |     |                                            |                   |                |                     |                      |               |                                                                                     |     |
| 3 | 118 | «Кинда» «Kinda»                            | 4 эпизода         | Питер Гримуэйд | Кристофер Бэйли     | 8.4 9.4 8.5 8.9      | –             | 1 февраля 1982 года 2 февраля 1982 года 8 февраля 1982 года 9 февраля 1982 года     | 5Y  |
| Планета, где Доктор и его спутники остановились для короткого отдыха — райский уголок, да и населяющее её племя кинда кажется примитивным и безобидным. Однако именно на этой планете то зло, что дремлет внутри каждого из нас, может вырваться на свободу и обрести плоть.                                            |     |                                            |                   |                |                     |                      |               |                                                                                     |     |
| 4 | 119 | «Кара» «The Visitation»                    | 4 эпизода         | Питер Моффат   | Эрик Савард         | 9.1 9.3 9.9 10.1     | –             | 15 февраля 1982 года 16 февраля 1982 года 22 февраля 1982 года 23 февраля 1982 года | 5X  |
| Собираясь высадить Тиган в аэропорте Хитроу, Доктор допустил незначительную ошибку — и вместо 1982 года ТАРДИС приземлилась на триста лет раньше, в разгар Великой Чумы. |     |                                            |                   |                |                     |                      |               |                                                                                     |     |
| 5 | 120 | «Чёрная орхидея» «Black Orchid»            | 2 эпизода         | Рон Джонс      | Теренс Дадли        | 9.9 10.1             | –             | 1 марта 1982 года 2 марта 1982 года                                                 | 6A  |
| Выйдя из ТАРДИС на железнодорожном перроне в Англии 1925 года, Доктор никак не ожидал, что его немедленно пригласят продемонстрировать таланты при игре в крикет. Но последующих событий, развернувшихся в поместье лорда Кранли, он ожидал ещё меньше.                                                                 |     |                                            |                   |                |                     |                      |               |                                                                                     |     |
| 6 | 121 | «Землетрясение» «Earthshock»               | 4 эпизода         | Питер Гримуэйд | Эрик Савард         | 9.1 8.8 9.8 9.6      | –             | 8 марта 1982 года 9 марта 1982 года 15 марта 1982 года 16 марта 1982 года           | 6B  |
| В маленьком экипаже ТАРДИС нелады, старый враг как никогда близок к уничтожению Земли — и для кого-то это путешествие окажется последним. |     |                                            |                   |                |                     |                      |               |                                                                                     |     |
| 7 | 122 | «Временной полёт» «Time-Flight»            | 4 эпизода         | Рон Джонс      | Питер Гримуэйд      | 10.0 8.5 8.9 8.1     | –             | 22 марта 1982 года 23 марта 1982 года 29 марта 1982 года 30 марта 1982              | 6C  |
| Заходя на посадку в Хитроу, экипаж «Конкорда» никак не ожидал угодить во временной контур и оказаться на 140 миллионов лет назад. Ещё меньше Доктор, возглавивший спасательную операцию, ожидал встретить там Мастера.                                                                                                  |     |                                            |                   |                |                     |                      |               |                                                                                     |     |

## Показ
19 сезон классических серий «Доктора Кто» транслировался на канале BBC One с 4 января по 30 марта 1982 года.

### DVD-релизы
Все серии 19 сезона классического «Доктора Кто» вышли на DVD в период между 2003 и 2011 годом.
| Серия | Количество и продолжительность эпизодов | Регион 2              | Регион 4             | Регион 1             |
| --- | --------------------------------------- | --------------------- | -------------------- | -------------------- |
| Кастровальва В Регионах 2 и 4 выходил только в рамках сборника New Beginnings В Регионе 1 либо в виде отдельного издания, либо в составе различных сборников                 | 4 × 25 м.                               | 29 января 2007 года   | 7 марта 2007 года    | 5 июня 2007 года     |
| Четверо в Судный день | 4 × 25 м.                               | 15 сентября 2008 года | 4 декабря 2008 года  | 6 января 2008 года   |
| Кинда В Регионах 2 и 4 выходил только в рамках сборника Mara Tales В Регионе 1 либо в виде отдельного издания, либо в составе различных сборников                            | 4 × 25 м.                               | 7 марта 2011 года     | 7 апреля 2011 года   | 12 апреля 2011 года  |
| Кара | 4 × 25 м.                               | 19 января 2004 года   | 8 апреля 2004 года   | 1 марта 2005 года    |
| Кара — Специальное издание | 4 × 25 м.                               | 6 мая 2013 года       | 24 апреля 2013 года  | 6 мая 2013 года      |
| Чёрная орхидея | 2 × 25 м.                               | 14 апреля 2008 года   | 5 июня 2008 года     | 5 августа 2008 года  |
| Землетрясение | 4 × 25 м.                               | 18 августа 2003 года  | 1 октября 2003 года  | 7 сентября 2004 года |
| Временной полёт В Регионах 2 и 4 выходил только в рамках сборника Time-Flight/Arc of Infinity В Регионе 1 либо в виде отдельного издания, либо в составе различных сборников | 4 × 25 м.                               | 6 августа 2007 года   | 5 сентября 2007 года | 6 ноября 2007 года   |

## Книги
| Серия                   | Адаптация               | Автор               | Впервые опубликована |
| ----------------------- | ----------------------- | ------------------- | -------------------- |
| «Кастровальва»          | «Кастровальва»          | Кристофер Г. Бидмид | 1983                 |
| «Четверо в Судный день» | «Четверо в Судный день» | Терренс Дикс        | 1983                 |
| «Кинда»                 | «Кинда»                 | Терренс Дикс        | 1984                 |
| «Кара»                  | «Доктор Кто и Кара»     | Эрик Савард         | 1982                 |
| «Чёрная орхидея»        | «Чёрная орхидея»        | Теренс Дадли        | 1987                 |
| «Землетрясение»         | «Землетрясение»         | Йен Мартер          | 1983                 |
| «Временной полёт»       | «Временной полёт»       | Питер Гримуэйд      | 1983                 |